# Viviana Muñoz
Viviana Muñoz Durango (* 4. November 1985 in El Cerrito, Valle del Cauca) ist eine ehemalige kolumbianische Fußballschiedsrichterin.
Muñoz stammt aus dem Großraum Cali und leitete Spiele im kolumbianischen Vereinsfußball, sowohl bei den Frauen als auch bei den Herren. Darüber hinaus stand sie von 2011 bis 2024 auf der Liste der FIFA-Schiedsrichter und pfiff internationale Fußballspiele.
Bei der Copa América 2014 leitete Muñoz zwei Partien in der Gruppenphase. Zudem war sie bei der U-17-Südamerikameisterschaft 2016 in Venezuela, bei der U-17-Weltmeisterschaft 2016 in Jordanien und bei der U-20-Südamerikameisterschaft 2020 in Argentinien im Einsatz.